# Torresano
Il torresano (in veneto toresàn) ovvero il colombo di torre è un volatile inserito nell'elenco dei prodotti tradizionali veneti. Il nome deriva dall'abitudine di questi uccelli di nidificare sotto i tetti e nelle torri colombaie. Sebbene un tempo vivesse prevalentemente nelle campagne, dove nidificava,  attualmente il torresano o piccione è molto diffuso in città.

## Storia
Il Torresano di Breganze insieme al Torresano di Torreglia è stato per secoli un piatto riservato alle tavole dei nobili, che  allevavano i colombi nelle colombare poste sulle torri. Il torresano cotto allo spiedo tradizionalmente era consumato solo nel mese di agosto quando i colombi selvatici giovani e teneri avevano raggiunto la dimensione dell'adulto pesando circa 500-600 grammi. Il colombo è un animale estremamente prolifico, pertanto l'allevamento dei piccioni si diffuse con facilità nelle campagne. 
In tempi più recenti il colombo era preda difficile che veniva cacciata soprattutto in montagna durante le migrazioni autunnali: i cacciatori si appostavano lungo le rotte migratorie e sparavano agli stormi, solo i più abili riuscivano a catturare un colombaccio le cui carni erano poco pregiate, stoppose e si potevano consumare solo dopo frollatura.
  
All'inizio del XX secolo gli abitanti di Torreglia e quelli di Breganze si contesero l'uso del nome "torresano" per la propria specialità, al punto che toccò a un giudice dirimere la questione. Questi decise che, sebbene Torreglia vantasse una buona credenziale per il nome la cui etimologia è la stessa di torresano, ambedue le cittadine potevano dimostrare una consolidata tradizione nella preparazione di questa pietanza, pertanto ad ambedue è concesso l'uso del nome.

In tempo di guerra i torresani venivano catturati ponendo dei chicchi di riso a bagno nella grappa e poi offrendoli come becchime. Una volta mangiato il riso, i colombi ubriachi non erano più in grado di volare quindi potevano essere catturati più agevolmente.

## Uso in cucina

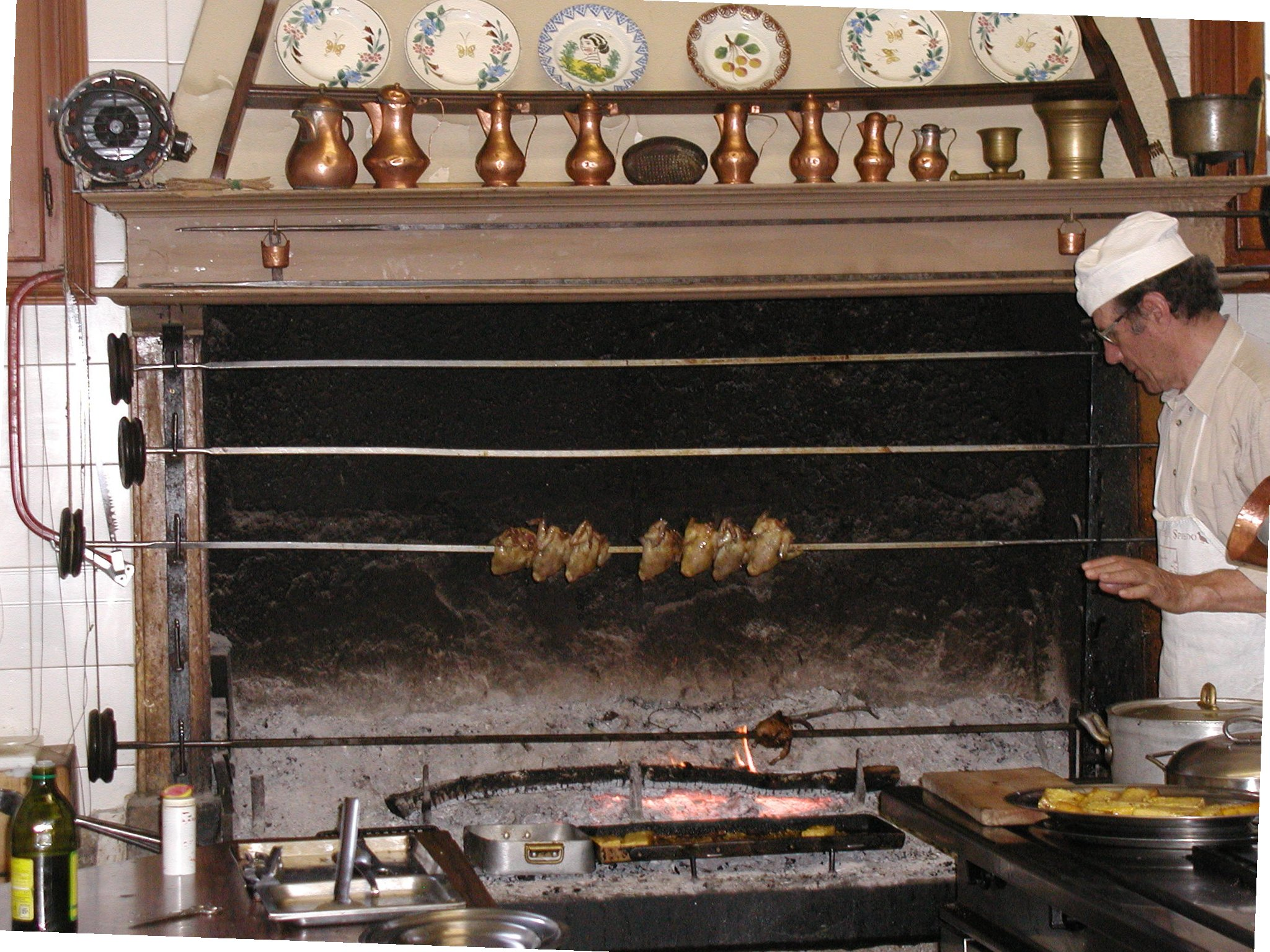
Camino con spiedo di torresani a Breganze.

A Breganze i torresani sono cotti sullo spiedo, su un fuoco di legna per circa un'ora, facendoli girare e spennellandoli con il loro stesso grasso colato nella leccarda.
A Torreglia invece vengono imbottiti e cotti al forno. Oltre alle tradizionali ricette i cuochi dei ristoranti delle due città hanno inventato molte nuove portate, tanto che in una contesa fra i cuochi delle due città sono state presentate 42 diverse portate.